# Lažiště
Lažiště település Csehországban, a Prachaticei járásban. Lažiště Zábrdí, Žárovná, Drslavice, Dvory, Vlachovo Březí és Šumavské Hoštice településekkel határos. Lakosainak száma 318 fő (2024. január 1.).

## Népesség
A település lakosságának változását az alábbi diagram mutatja:
| Lakosok száma | 360  | 398  | 396  | 268  | 287  | 293  | 334  | 304  | 292  | 318  |
|               | 1869 | 1900 | 1921 | 1961 | 1980 | 2011 | 2016 | 2019 | 2021 | 2024 |